# Stonogobiops pentafasciata
Stonogobiops pentafasciata és una espècie de peix de la família dels gòbids i de l'ordre dels perciformes.

## Morfologia
- Les femelles poden assolir 32,6 cm de longitud total.
- Nombre de vèrtebres: 26.[4]

## Hàbitat
És un peix marí, de clima temperat i demersal que viu entre 18-40 m de fondària.

## Distribució geogràfica
Es troba al Japó.

## Costums
Viu simbiòticament amb Alpheus randalli (normalment) i amb Alpheus bellulus (més rarament).

## Observacions
És inofensiu per als humans.